# Aji Imbutstadion
Het Aji Imbutstadion (ook Tenggarong Madyastadion) is een multifunctioneel stadion in Tenggarong, een stad in Indonesië. Het stadion wordt vooral gebruikt voor voetbalwedstrijden, de voetbalclub PS Mitra Kukar maakt gebruik van dit stadion. In het stadion is plaats voor 35.000 toeschouwers. Het stadion werd geopend in 2008.